# Karol Dembowski
El barón Karol o mejor Carlo Dembowski (Milán, 9 de abril de 1808 - Préfargier, cantón de Ginebra, Suiza, 14 de octubre de 1853), hispanizado como Carlos Dembowski, fue un ingeniero, viajero y escritor italiano del Romanticismo, hermano pequeño del astrónomo y matemático Ercole Dembowski (1812-1881).

## Biografía
Su padre fue el general polaco de Napoleón Jan Dembowski (1773-1823) y su madre la patriota italiana Matilde Viscontini (1790-1825), de la alta burguesía milanesa y gran amor frustrado del escritor francés Stendhal, quien le dedicó su obra De l'amour; también era amiga del poeta Ugo Foscolo y de Federico Confalonieri. El matrimonio fue desgraciado y Matilde tuvo que huir de su violento marido a Suiza con su hijo Ercole en 1814 y pedir la separación. Carlo se quedó en un internado de Volterra y luego en Milán con su madre, hasta que se permitió la separación.
Concluyó la carrera de ingeniería. El 14 de marzo de 1833, sábado de carnaval, se batió en duelo a muerte en un descampado de Gorla, hoy barrio de Milán, con el conde Pompeo Grisoni, de Istria, teniente de húsares al servicio de los austriacos, al ser retado por este en el teatro de la Scala a causa de una futesa. Aunque Dembowski propuso espada, al final acordaron sable y el fallecido fue Grisoni de una estocada en el pecho, aunque lo hicieron pasar por una caída de caballo. Como el duelo estaba castigado por la ley austriaca con una pena entre diez y veinte años, Dembowski tuvo que refugiarse en Suiza con su padrino, otro gran duelista, el conde Belgiojoso. Y aunque el padrino y amigo del difunto, también teniente de húsares, Alessandro de Pertzell, tras recoger el cadáver, le pidió una satisfacción, el duelo no pudo celebrarse por esos motivos y porque si Pertzell hubiese ido a Suiza habría sido declarado desertor. El tío de Carlo, el general Ludwik Mateusz Dembowski, había perecido en un duelo en Valladolid en 1812.
Huérfano ya y con el título de barón heredado de su padre, que a su temprana muerte heredaría su hermano, a fines de enero de 1838 emprendió un viaje por España con el propósito de analizar la metamorfosis de una sociedad idealizada por el Romanticismo y reseñar los signos que todavía perduraban de la antigua mentalidad. De hecho, su padre y su tío, el general de brigada Ludwik Mateusz Dembowski, habían participado en la Guerra de la Independencia. 
Realizó el viaje durante la Primera Guerra Carlista; redactó entonces varias cartas en francés a la condesa de Bourke, a madames Viscontini y Ancelot, a Prosper Merimée, a Stendhal y a los barones Sigismondo Trechi y De Mareste, que luego reunió y publicó en un libro de viajes, Deux ans en Espagne et en Portugal, pendant la guerre civile 1838-1840, (Dos años en España durante la guerra civil, 1838-1840, París, Charles Gosselin, 1841). 
Su relato se muestra atento al pintoresquismo del país, pero también aparece sensibilidad social a las graves consecuencias que la guerra tuvo para las clases más desfavorecidas, y denuncia la brutalidad y el hambre que padecían; es más, resulta muy objetivo en los juicios que forma sobre los personajes políticos y militares del país. 
En la Cartuja de Valldemosa visitó a Frédéric Chopin, quien vivía allí intentando reponerse de su enfermedad junto a su amante George Sand. Esta, según describe Dembowski, traía escandalizado al cura y a todo el pueblo en general por no ir a la iglesia ni frecuentar el pueblo, así como por fumar cigarros y beber café a todas horas. También recoge numerosas cancioncillas, coplas y refranes populares, y describe bailes y músicas regionales. Su libro fue traducido por primera vez al español en Madrid: Espasa-Calpe, 1931 por Domingo Vaca; en 2008 la editorial Crítica de Barcelona reimprimió esta traducción.

## Obras
- Deux ans en Espagne et en Portugal, pendant la guerre civile 1838-1840, Paris, Charles Gosselin, 1841. Hay una traducción al español (Madrid: Espasa-Calpe, 1931); en 2008 la editorial Crítica de Barcelona reimprimió esta traducción.